# Ensemble pour la République (république démocratique du Congo)
Pour les articles homonymes, voir Ensemble pour la République.
Ensemble pour la République, abrégé ENSEMBLE ,, est un parti politique de la république démocratique du Congo créé le 18 décembre 2019 par l'homme d'affaires Moïse Katumbi,,. Jusqu'avant sa mort en 2020, Pierre Lumbi était le secrétaire général du parti, qui en fut le premier, remplacé en avril 2021 par Dieudonné Bolengetenge Balea,.
Ensemble pour la République rejoint l'Union sacrée, une coalition parlementaire qui soutient le président Félix Tshisekedi, en décembre 2020. Le parti soutient donc le gouvernement Sama Lukonde formé en avril 2021 et plusieurs de ses membres (Christophe Lutundula Apala, vice-premier ministre, Muhindo Nzangi, Modeste Mutinga Mutushayi, Chérubin Okende Senga, Christian Mwando Nsimba et Véronique Kilumba Nkulu) en font partie,.
En décembre 2022, Moïse Katumbi annonce sa candidature à l'élection présidentielle prévue pour 2023. Katumbi annonce aussi le départ de son parti de l'Union sacrée. Plusieurs ministres, membres d'Ensemble pour la République, quittent alors le gouvernement Lukonde : Chérubin Okende Senga, Christian Mwando Nsimba et Véronique Kilumba Nkulu.
Le 13 juillet 2023, Chérubin Okende Senga, porte-parole du parti, est retrouvé mort, assassiné par balles,. Moïse Katumbi demande qu'une enquête internationale, avec en particulier l'aide des États-Unis, de l'Union européenne et du Royaume-Uni, soit ouverte.

## Membres
- Dieudonné Bolengetenge Balea
- José Endundo Bononge
- Olivier Kamitatu
- Salomon idi Kalonda
- Iracan Gracien de Saint-Nicolas
- Christian Mwando Nsimba
- Dominique Munongo Inamizi
- Clotilde Mutita Kalunga
- Marcellin Ashuza
- Francis Kalombo